# 三村奈奈惠
三村奈奈惠（日语：三村奈々恵，1974年7月12日—）出生於日本愛知縣豐川市，是日本傑出的木琴演奏家。

## 早期生活
三村奈奈惠的童年是在長野縣茅野市度過，三歲就開始練習木琴。三村奈奈惠是國立音樂大學敲擊樂器專業的優秀畢業生，曾獲得過NTT DOCOMO頒發的獎學金。13歲開始學習其他敲擊樂器的她，精通多項樂器，同時擁有美麗的外表與出眾的內涵，是目前日本最受青睞的當紅音樂家。
隨後，三村奈奈惠遠渡重洋前往美國波士頓深造，於波士頓音樂學院取得博士學位，並於波士頓開始她的教學生涯。自學生時代起，她便在各項國際音樂大賽上屢獲殊榮。卓越的演奏技術、飽含詩意的動感音色使她成為了第三位瑞士Alosi音樂大獎的得主。在美國紐約舉辦的“音樂表演者協會大賽”被譽為年輕藝人們的試金石，有來自世界各地400多位音樂人參加。三村奈奈惠曾獲得過該賽事的最高獨奏獎，成為首位獲此殊榮的木琴演奏家。以此為契機，她在世界聞名的紐約卡耐基音樂廳舉辦了首場獨奏音樂會。
迄今為止，她已經在全球14個國家舉行過公演，通過音樂進行著國際友好交流

## 演奏生涯
- 1999年受邀參與德國漢堡及義大利的世界敲擊樂器音樂節，令人驚艷的風采讓她於國際舞台展露頭角，深獲當代樂評的肯定：「..情感與樂音交織成如珍珠般晶瑩的音符與活潑的旋律」。
- 2001年被危地馬拉馬林巴琴協會任命為榮譽會員[3]
- 2006年成為台北國際打擊樂夏令營TIPSC的老師[4]

## 教學生涯
作為一名教育家，三村奈奈惠曾在墨西哥的拉丁美洲馬林巴琴比賽、比利時的環球馬林巴琴比賽及音樂節（2013年）及意大利第三屆國際敲擊樂節的比賽（2016年）擔任評判。 此外，三村奈奈惠還於2013年及2014年在阿姆斯特丹音樂學院舉行的敲擊樂室內音樂的客座教授，並定期擔任澤爾茲曼馬林巴琴音樂節的老師。

## 唱片
- Marimba Spiritual [6]
- Universe [7]
- Prana [8]
- MARIMBA CRYSTAL[3]